# Жеріштя
Жеріштя (рум. Jeriștea) — село у повіті Горж в Румунії. Входить до складу комуни Сечелу.
Село розташоване на відстані 216 км на захід від Бухареста, 22 км на північний схід від Тиргу-Жіу, 91 км на північ від Крайови.

## Населення
За даними перепису населення 2002 року у селі проживали 12 осіб, усі — румуни. Усі жителі села рідною мовою назвали румунську.